# Ультраконсервативные элементы ДНК
Ультраконсервативные элементы ДНК относятся к некодирующим консервативным последовательностям ДНК. Они представляют собой участки геномной ДНК длиной более 200 пар оснований, которые обладают идентичной последовательностью у двух и более неродственных видов, находятся в ортологичных (синтенных) геномных регионах, не кодируют белки и не относятся к повторяющейся ДНК или к генам рибосомной РНК. В геноме человека был идентифицирован 481 ультраконсервативный элемент. База данных, содержащая геномную информацию об ультраконсервативных элементах (UCbase), доступна на сайте http://ucbase.unimore.it.
Термин введён Гилем Бежерано и Дэвидом Хауснером, которые обнаружили около 500 таких участков при сравнительном анализе геномных последовательностей человека, крысы и мыши в 2004 году. Ультраконсервативные элементы ДНК обнаружены на всех хромосомах человека, кроме хромосомы 21 и Y-хромосомы. Они часто организованы в кластеры, могут находиться в внутри- и межгенных регионах, пересекаться с экзонами кодирующих генов.
С момента введения термина его использование расширялось и теперь включает в себя более эволюционно удаленные виды или более короткие сегменты, например, 100 пар оснований вместо 200. По некоторым формулировкам, сегменты не обязательно должны быть синтеничными между видами. Ультраконсервативные элементы человека также демонстрируют высокую степень консервативности с эволюционно более удаленными видами, такими как курица и рыба-фугу. Из 481 найденных ультраконсервативных элементов человека примерно 97% могут быть выровнены с высокой степенью схожести с геномом курицы, хотя геном человека схож с геномом курицы только на 4%. Аналогично, те же последовательности в геноме рыбы-фугу имеют 68% идентичности с человеческими ультраконсервативными элементами, хотя геном человека достоверно совпадает только с 1,8% генома фугу. Несмотря на то, что некоторые ультраконсервативные элементы часто представляют собой некодирующую ДНК, было установлено, что они транскрипционно активны, и производят некодирующие молекулы РНК. Доказано, что многие из этих элементов играют роль тканеспецифичных энхансеров в раннем эмбриональном развитии.

## Эволюция
Первоначально исследователи предполагали, что идеальная сохранность этих длинных участков ДНК подразумевает их эволюционную значимость, поскольку эти регионы, по-видимому, испытывали сильный отрицательный отбор в течение 300-400 млн. лет. В последнее время это предположение сменилось двумя основными гипотезами: что ультраконсервативные элементы возникают в результате снижения скорости отрицательного отбора, либо снижения скорости мутаций, что также известно как "холодное пятно" эволюции. Во многих исследованиях рассматривалась достоверность каждой из гипотез. Вероятность случайного обнаружения ультраконсервативных элементов (при нейтральной эволюции) оценивается как менее 10-22 на 2,9 млрд. оснований. В поддержку гипотезы "холодного пятна" было обнаружено, что ультраконсервативные элементы мутируют в 20 раз меньше, чем ожидалось по консервативным моделям нейтральной скорости мутаций. Эта разница в скорости мутаций была одинаковой у человека, шимпанзе и курицы. Ультраконсервативные элементы не защищены от мутаций, примером чего может служить наличие 29 983 полиморфизмов в ультраконсервативных областях сборки генома человека GRCh38. Однако нарушенные фенотипы были вызваны только 112 из этих полиморфизмов, большинство из которых были расположены в кодирующих областях ультраконсервативных элементов. Исследование, проведенное на мышах, показало, что удаление ультраконсервативных элементов из генома не приводит к появлению губительных фенотипов, несмотря на делецию ультраконсервативных элементов вблизи промоторов и генов, кодирующих белки.  Отдельное исследование на мышах показало, что ультраконсервативные энхансеры устойчивы к мутагенезу, из чего можно сделать вывод, что идеальное сохранение последовательностей UCE не требуется для их функционирования, что предполагает другую причину постоянства последовательностей, кроме эволюционной важности. Вычислительный анализ ульраконсервированных некодирующих элементов человека показал, что эти области обогащены A-T последовательностями и в целом бедны на GC. Однако эти элементы оказались обогащены на CpG-островки или сильно метилированы. Это может указывать на то, что в этих областях происходят какие-то изменения в структуре ДНК, способствующие их точному сохранению, однако такая возможность не подтверждена экспериментально.

## Функция
Часто ультраконсервативные элементы располагаются вблизи транскрипционных регуляторов или генов развития, выполняя такие функции, как усиление генов и регуляция сплайсинга. Исследование, в котором сравнивались ультраконсервативные элементы у человека и японской иглобрюхой рыбы Takifugu rubripes, позволило предположить их значение в развитии позвоночных. Двойной нокаут ультраконсервативных элементов вблизи гена ARX у мышей приводил к уменьшению гиппокампа в мозге, хотя эффект не был летальным. Некоторые ультраконсервативные элементы не транскрибируются и называются ультраконсервативными некодирующими элементами. Однако многие ультраконсервативные элементы у человека транскрибируются в значительной степени. Небольшое число транскрибируемых регионов, известных как T-UTR, было связано с карциномами и лейкемиями человека. Например, TUC338 сильно повышен в клетках гепатоцеллюлярной карциномы человека. Действительно, ультраконсервативные элементы часто подвержены изменениям числа копий в раковых клетках гораздо больше, чем в здоровых, что позволяет предположить, что изменение числа копий T-UCR может быть вредным.

## Роль в заболеваниях человека
Исследования показали, что T-UCR имеют тканеспецифическую экспрессию и дифференциальный профиль экспрессии между опухолями и другими заболеваниями. Например, ультраконсервативные элементы имеют тенденцию накапливать меньше мутаций, чем фланкирующие сегменты, как в неопластических, так и в ненеопластических образцах от лиц с наследственным неполипозным колоректальным раком.